# Euryglossina sulcata
Euryglossina sulcata är en biart som beskrevs av Exley 1968. Euryglossina sulcata ingår i släktet Euryglossina och familjen korttungebin. Inga underarter finns listade i Catalogue of Life.

## Bildgalleri

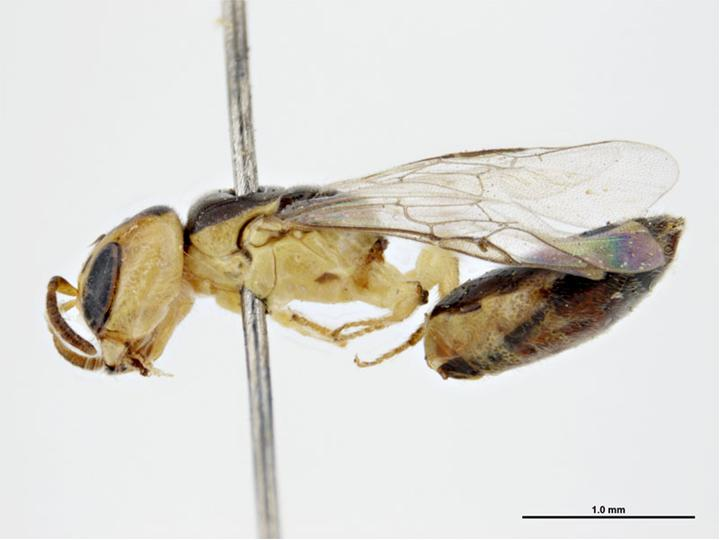